# Guido Jurgens
Guido Jurgens (Napoli, 23 luglio 1893 – Roma, 7 marzo 1963) è stato un ufficiale e carabiniere italiano.
Comandò la caserma dei carabinieri di Sarzana durante i Fatti di Sarzana del 21 luglio 1921.

## Biografia
Nel 1913 entrò alla Scuola Militare dell'Arma di Fanteria a Modena dove ottenne il grado di sottotenente. Allo scoppio della Grande Guerra, nel 1915, prese parte al conflitto ottenendo, l'anno seguente, la promozione a tenente. Nel 1916 fece domanda di trasferimento all'Arma dei carabinieri e fu spostato a Roma alla scuola per allievi ufficiali.
Nei giorni della disfatta di Caporetto fu impiegato nella ricerca e repressione dei militari "autolesionisti", ovvero quei militari che per non essere impiegati al fronte provvedevano a autoprocurarsi ferite atte a renderli inidonei all'assolvimento dei compiti militari. Al termine del conflitto fu trasferito a Bengasi, nella Libia italiana, finché il 18 luglio 1920 fu destinato a La Spezia. Durante la permanenza alla Spezia fu istruttore della nascente schiera di Giovani Esploratori Italiani della Spezia.

### L'arrivo della colonna fascista
Il 20 luglio 1921 Jurgens fu spostato a Sarzana, in provincia della Spezia, città che stava per essere investita da una spedizione squadrista con l'obbiettivo di scarcerare alcuni fascisti custoditi nelle celle della Fortezza Firmafede, fra cui il fondatore dello squadrismo carrarese Renato Ricci.
Quando la colonna fascista giunse all'alba del 21 luglio procedendo lungo i binari ferroviari, il capitano Jurgens si trovava lì ad aspettarli insieme ad una pattuglia di nove carabinieri, oltre a quattro militari di fanteria e i due funzionari di Pubblica Sicurezza (il commissario Magi e il vicecommissario Gioia), allertati dai militari dislocati lungo la ferrovia Incontratisi sul piazzale della stazione ferroviaria i fascisti gridarono all'indirizzo dei militari: "Viva l'Italia! Viva il re!", poi Amerigo Dumini, che guidava una squadra, andò a parlamentare con il capitano Jurgens richiedendo la liberazione di Ricci e degli altri squadristi (10 persone in tutto), il via libera per occupare la città e la consegna del tenente Nicodemi, responsabile dell'arresto dei prigionieri, che secondo gli squadristi aveva schiaffeggiato Renato Ricci (fatto poi smentito dallo stesso Ricci). Le richieste furono fermamente respinte da Jurgens, che tuttavia informò Dumini della probabile intenzione della procura del re di far scarcerare i fascisti.

### Gli eventi successivi
Dopo gli eventi di Sarzana Jurgens fu destituito dal comando della caserma della Spezia e trasferito a Genova. Il 7 dicembre 1921 fu posto in aspettativa. che gli fu poi prorogata. In questo periodo intraprese alcune iniziative commerciali volte all'ottenimento della licenza per aprire un casinò, sembra consigliato da un amico imparentato con un ministro. Jurgens si trasferì a Firenze dove acquistò un vasto complesso a Vallombrosa ma senza possedere il denaro necessario: in questa veste fu poi ascoltato dall'Alta Corte di Giustizia in ordine a possibile cointeressenze del generale Emilio De Bono nell'acquisto, ma smentì ogni cosa.
Il 22 novembre 1924 ritornò brevemente in servizio ma nel marzo successivo su sua richiesta fu nuovamente posto in aspettativa. Il 16 maggio 1925, dopo una istanza di fallimento, intentatagli dai creditori fu dichiarato fallito. Jurgens si giustificò imputando il tutto ad una sua crisi da "sindrome istero-nevrastenica", che ne aveva giustificato l'aspettativa dall'esercito, da imputarsi alla partecipazione alla prima guerra mondiale e agli avvenimenti di Sarzana del 1921. Il 1º luglio fu arrestato per bancarotta fraudolenta ma immediatamente scarcerato nella stessa giornata.
Il 26 ottobre 1925 depose presso la Corte d'Assise di Genova in occasione del processo per l'omicidio dei due squadristi spezzini, entrambi minorenni, Amedeo Maiani e Augusto Bisagno mutilati e uccisi nei giorni immediatamente precedenti ai fatti di Sarzana.
Il 6 agosto 1929, nuovamente inseguito dai creditori, fu condannato a un anno e sei mesi per bancarotta semplice, pena immediatamente condonata. La condanna fu estinta il 10 maggio 1930 a seguito dell'avvenuto saldo dei debiti. Nel 1932 Jurgens fu rimosso dall'esercito e si trasferì a Roma.
Secondo alcune testimonianze prese parte agli scontri avvenuti a Roma contro i tedeschi nel 1943 a Porta San Paolo.

## Riconoscimenti
Il comune di Sarzana gli ha intitolato il piazzale della stazione ferroviaria. Il luogo in cui avvenne lo scontro con i fascisti.

## Cinematografia
- Nella città perduta di Sarzana di Luigi Faccini del 1980